# Hruby Wierch

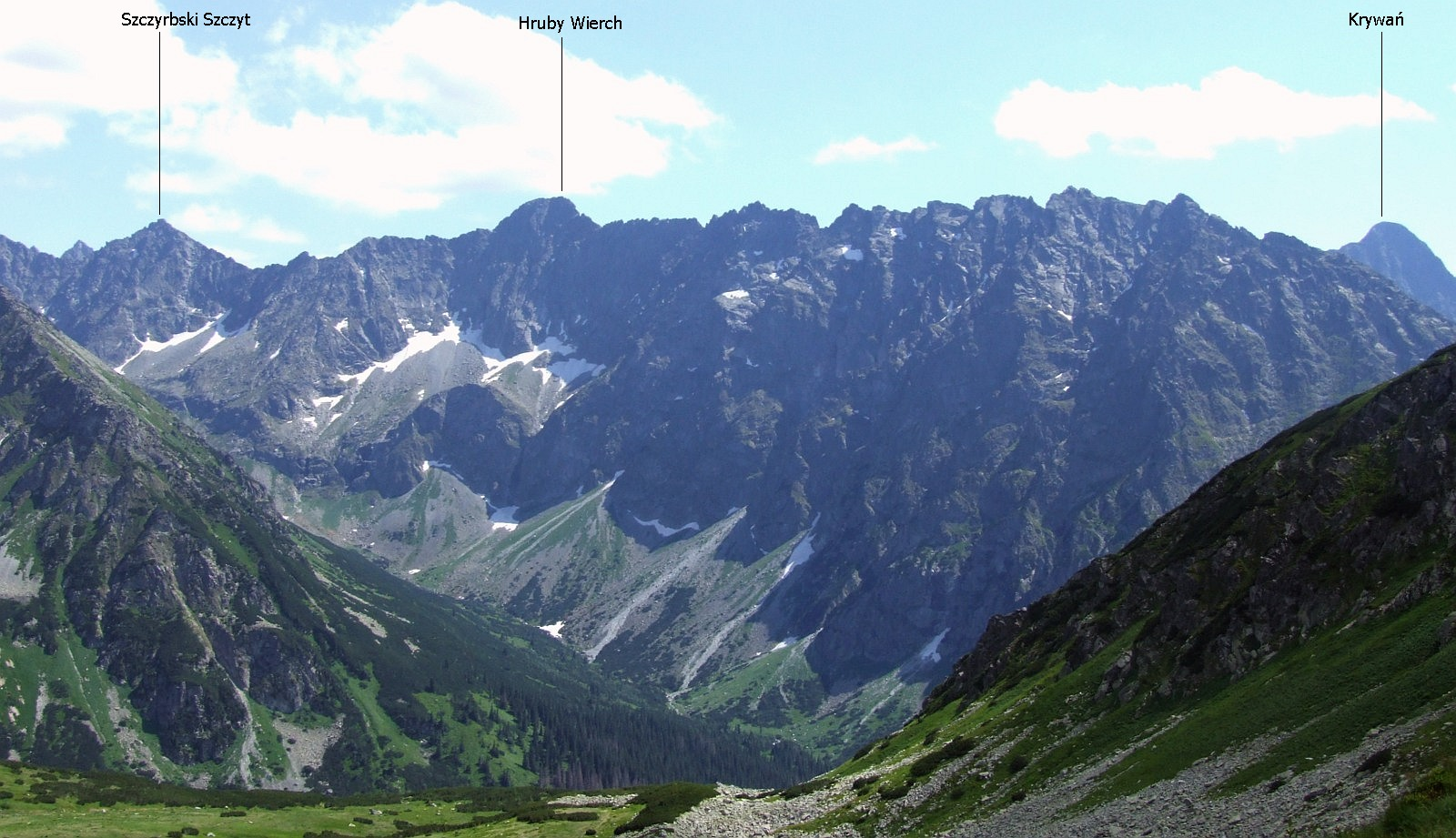
Widok z Zaworów

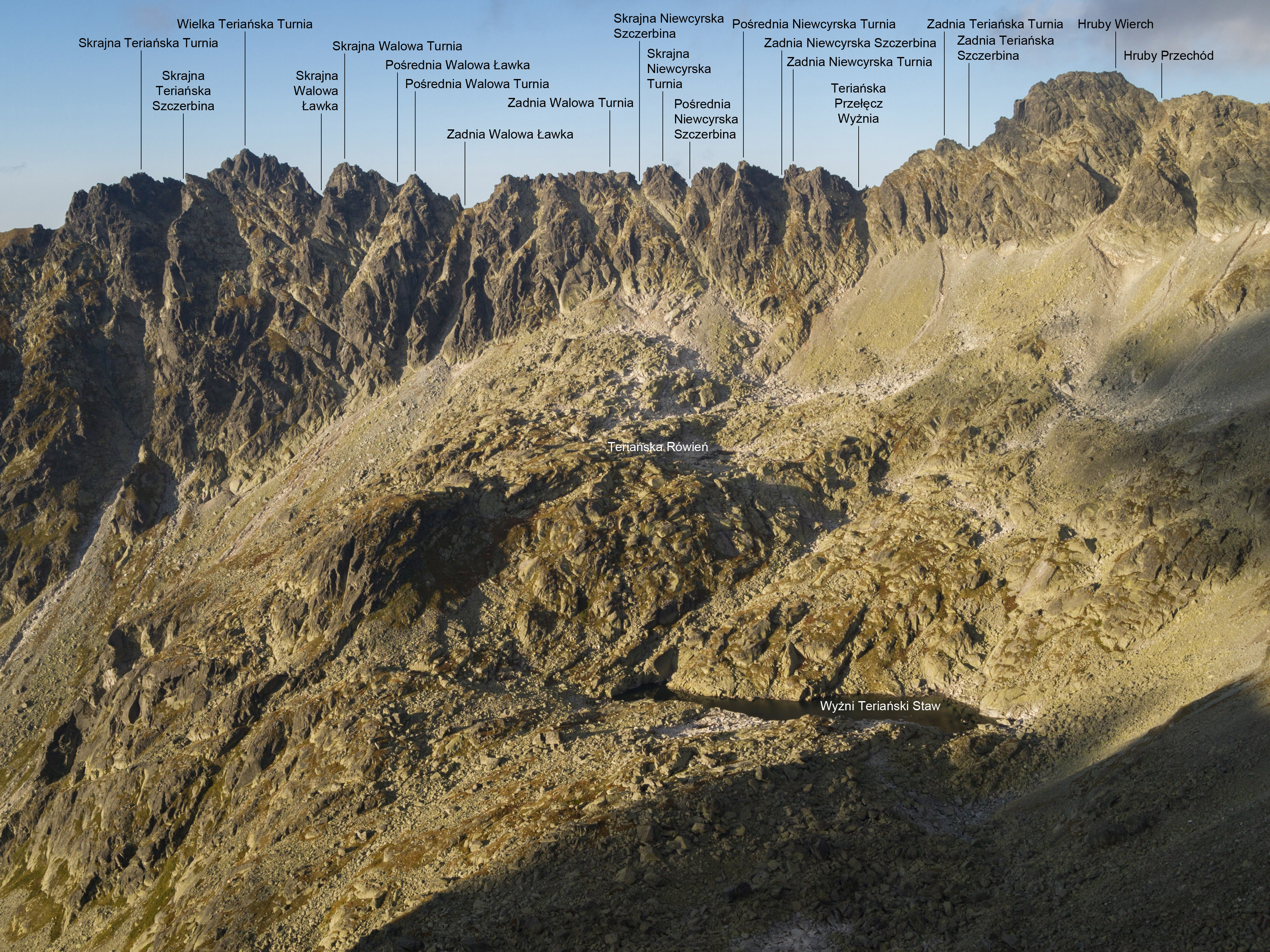
Hruby Wierch i Niewcyrka

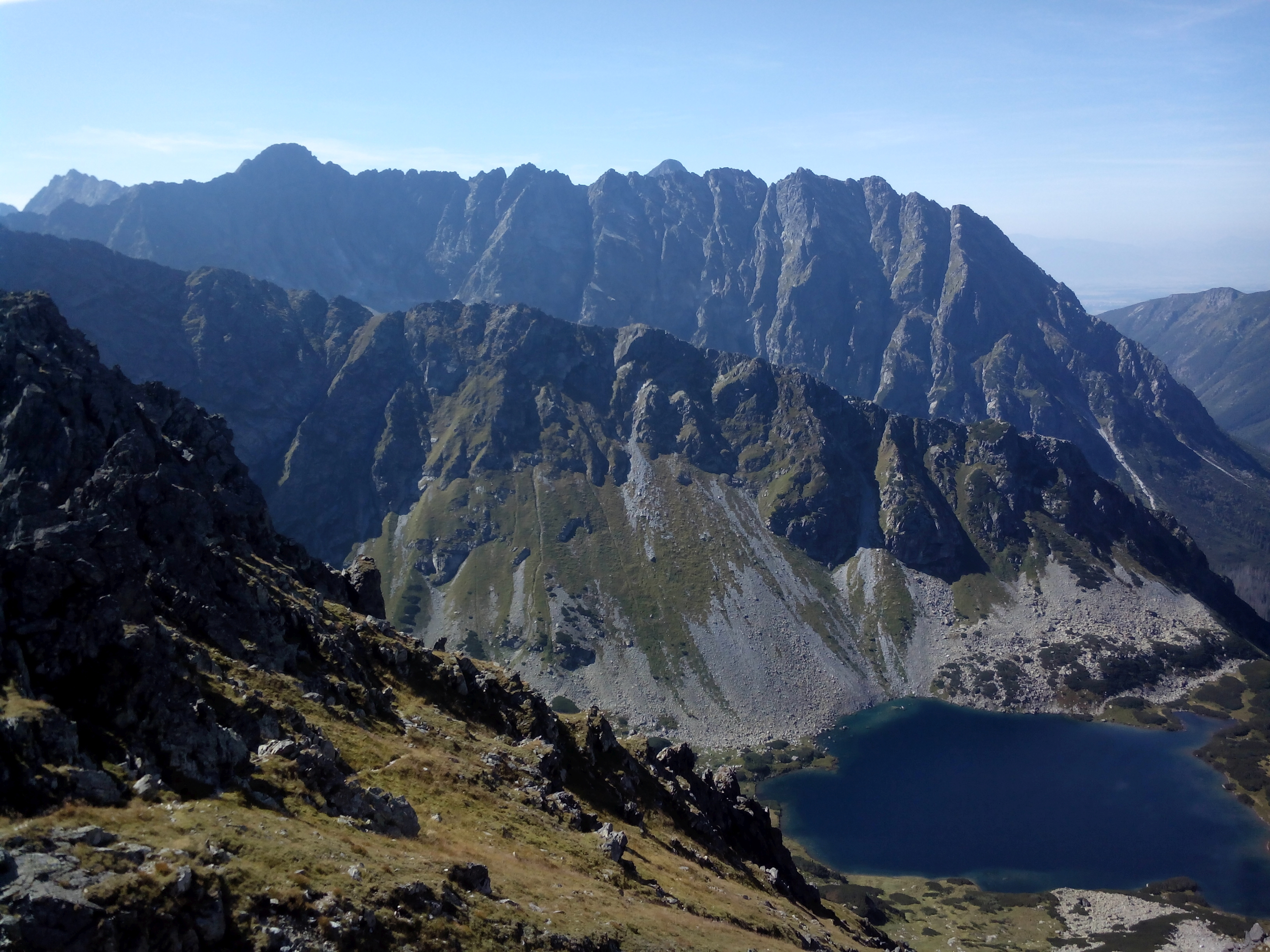
Mur Hrubego i Pośredni Wierszyk

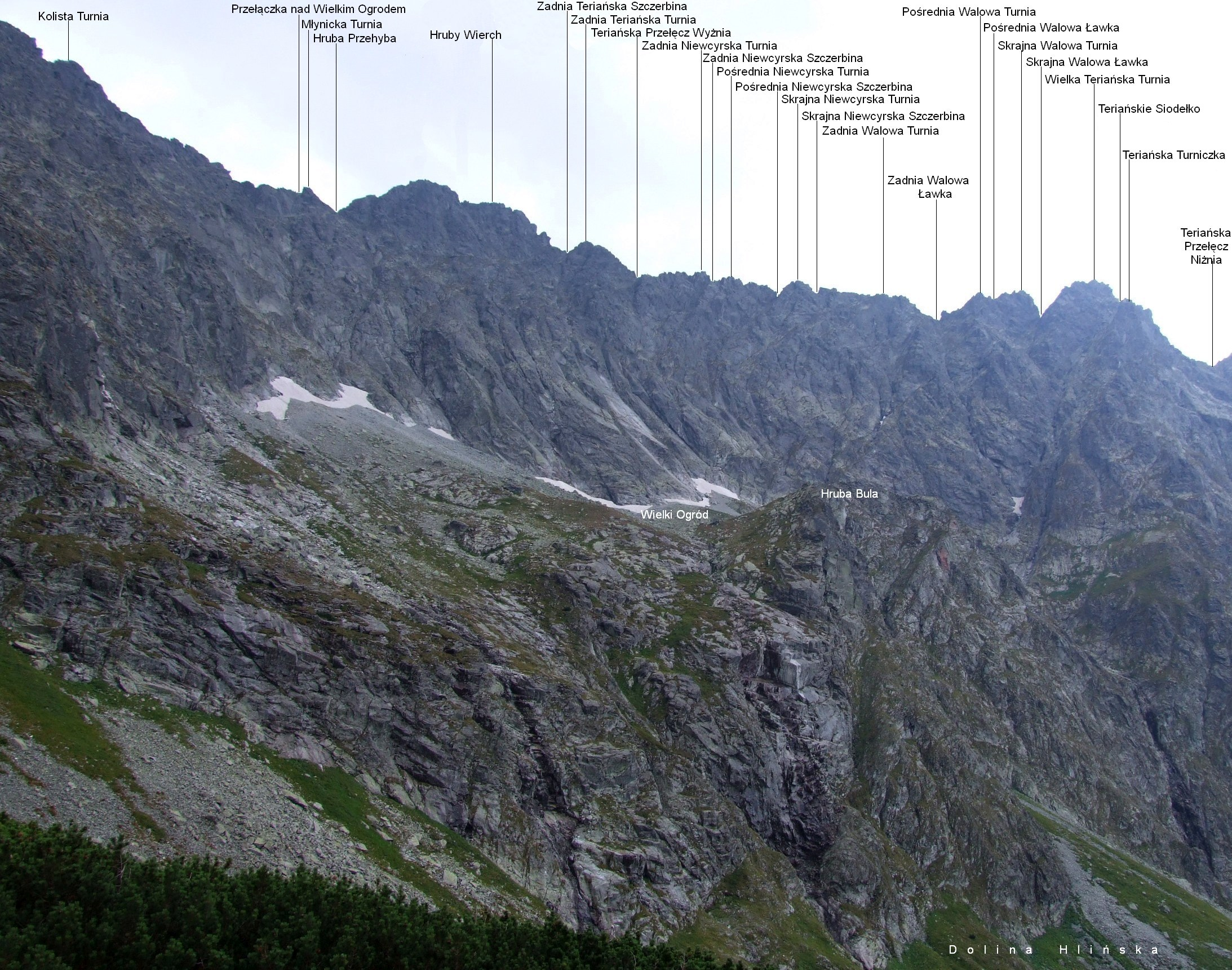
Widok z Doliny Hlińskiej

Hruby Wierch (niem. Triumetal, słow. Hrubý vrch, węg. Triumetal, w jęz. niem. i słow. dawniej także Triumetal) – wybitny szczyt w Tatrach Wysokich (2429 m) w głównej grani odnogi Krywania, jeden z najwybitniejszych szczytów w tej grani. Wznosi się on nad dolinami: Hlińską, Młynicką i Niewcyrką. Jego nazwa pochodzi od kształtu góry i towarzyszącej mu masywnej szerokiej grani północno-zachodniej. W gwarze podhalańskiej „słowo „hruby” oznacza „gruby”, „wielki”, np. „hruby gazda”.

## Topografia
Masyw Hrubego ograniczają trzy przełęcze: Hruba Przehyba, Furkotna Przehyba i Zadnia Teriańska Szczerbina. Jest to szczyt zwornikowy, z którego wybiegają trzy granie:
- południowa, w kierunku Furkotu (Furkotský štít), krótka i niemająca wyraźnego obniżenia między oboma szczytami, oddzielająca dolinę Niewcyrkę od Doliny Młynickiej. Grań ta daje najdogodniejszy dostęp do szczytu;
- wschodnia, najsilniej się obniżająca i biegnąca w stronę Szczyrbskiego Szczytu poprzez Szczyrbską Przełęcz. Grań ta leży między Doliną Hlińską i Młynicką;
- północno-zachodnia (dokładniej: grań NWW), tzw. Grań Hrubego (Hrubé), tworząca niemal poziomy skalny mur i nadająca charakter i nazwę całemu masywowi. Ma ona liczne, ale drobne kulminacje, oddziela Dolinę Hlińską od doliny Niewcyrki. Wyróżniono w niej 17 nazwanych turni i 18 przełęczy. Ich nazwy opublikował Witold Henryk Paryski w 1956 r., dwie nazwy dodał Władysław Cywiński w 2008 r.[4]

Mająca wysokość około 400 m północna ściana Hrubego Wierchu opada do Wielkiego Ogrodu. Z zachodniej strony ogranicza ją depresja opadająca z Zadniej Teriańskiej Szczerbiny. Dolną, prawą (patrząc od dołu) część ściany tworzą olbrzymie, jasne płyty o wysokości około 120 m i szerokości 30 m. Z lewej strony ścianę ogranicza depresja opadająca z Hrubej Przehyby. Jest urwista, ale płytko wcięta, wskutek czego ściana Hrubego Wierchu łączy się tu ze ścianą Kolistej Turni.
Zbocze południowo-wschodnie z odcinka od Furkotnej Przehyby do Hrubej Przehyby opada do Capiego Kotła (Szczyrbskiego Kotła). Ma wysokość około 200 m. W. Cywiński pisze o nim: dla turystów zbyt trudne, dla taterników niezbyt interesujące. Lepiej zostawić ten teren kozicom. Do Niewcyrki Hruby Wierch i grań łącząca go z Furkotem opada ścianami.

## Opis szczytu
Hruby Wierch uważany jest za najpotężniejszy w Tatrach mur skalny, ze stosunkowo dużą wysokością. Dla opisu budowy szczytu ważny jest też znajdujący się w jego północnych urwiskach (od strony Doliny Hlińskiej) Wielki Ogród (Veľká záhradka). Jest to rozległy i piarżysty cyrk lodowcowy z trzech stron otoczony skałami. Hruby ma też duże znaczenie przyrodnicze. Jego północne stoki są ostoją kozic, na które w XIX wieku polowali polscy kłusownicy, a na południowych rośnie las pierwotny.

## Historia
Górny odcinek wschodniej grani był znany już w XIX wieku. Wiadomo o wejściach na szczyt Hrubego Wierchu od tej strony w towarzystwie Jędrzeja Wali młodszego około 1890 r. (przez północną grzędę Kolistej Turni i górną część wschodniej grani). Całą wschodnią grań od Szczyrbskiej Przełęczy do Hrubego Wierchu jako pierwsi przeszli Alfred Martin i Johann Franz (senior) 13 sierpnia 1907 r., a zimą – Jerzy Krókowski i Stanisław Krystyn Zaremba 27–28 grudnia 1926 r..
Jako pierwsi zbocza masywu Hrubego Wierchu poznali koziarze (tj. polujący na kozice). W XIX wieku największym znawcą tego rejonu był przewodnik Jędrzej Wala starszy, który początkowo (jeszcze przed 1857 r.) polował tam na kozice, a później (przed 1880 r.) wprowadzał na szczyt polskich turystów. Maria Steczkowska pisała: Wala zwiedził niejednokrotnie urwisty grzbiet Hrubego Wierchu, wdzierając się w rozmaitych kierunkach na skaliste jego szczyty. Upamiętniono go w nazwach Walowych Turni – pomniejszych kulminacji w Grani Hrubego.
Zimą pierwszego wejścia na szczyt dokonali Gyula Hefty, Tibold Kregczy, Endre Maurer i Lajos Rokfalusy 13 stycznia 1912 r.
Kazimierz Wierzyński poświęcił masywowi Hrubego wiersz pt. "Hruby".

## Taternictwo
Wejście na Hruby Wierch z niektórych miejsc nie jest trudne, ale obecnie na Hruby Wierch nie prowadzi żaden znakowany szlak turystyczny, dla turystów szczyt ten jest więc niedostępny. W pobliżu biegnie jednak znakowany szlak turystyczny, dawniej przez Bystry Przechód, obecnie przez Bystrą Ławkę i jak pisał Władysław Cywiński pokusie (zwiedzenia szczytu) ulega (wg powierzchownych obserwacji) co 50 turysta wędrujący przez wspomniane przełączki. W masywie Hrubego i Grani Hrubego mogą uprawiać wspinaczkę taternicy, ale bez wchodzenia do Niewcyrki i z wyłączeniem opadających do niej stoków (dolina ta jest obszarem ochrony ścisłej Tatrzańskiego Parku Narodowego i obowiązuje zakaz wstępu do niej).
Drogi wspinaczkowe
1. Wschodnią granią, od Szczyrbskiej Przełęczy; I w skali tatrzańskiej, czas przejścia 1 godz.
2. Z Przechodu nad Małym Ogrodem z ominięciem grani; 0+, 30 min
3. Środkową częścią południowo-wschodniej sciany; IV, 2 godz.
4. Południowo-wschodnim zlebem przez Hruby Przechód; 0+, wariant III, 1 godz.
5. Południową granią z Furkotu; 0+, 30 min
6. Prawym żlebem zachodniej ściany; 0+, 30 min
7. Z Niewcyrki przez południową grań; 0+, z Teriańskiej Równi 45 min
8. Prawą częścią zachodniej ściany; IV, miejsce V, lita skała, 1 godz.
9. Środkową częścią ściany; II, miejsce IV, 1 godz.
10. Północno-zachodnią granią z Zadniej Teriańskiej Szczerbiny; II lub V- (wariant), 30 min
11. Drogą Komarnickich; III, 4 godz., trudna orientacja
12. Przez dolną ostrogę; IV, 4 godz.
13. Droga Preyznera i Wojtasiewicza; V+, 4 godz.
14. Lewą częścią północnej ściany; IV, miejsce V i V+, 4 godz.
15. Droga Psotki i Zibrina; V, 4 godz.[4]